# 华为Ascend W2
Huawei Ascend W2（簡稱华为W2或Huawei W2）是华为於2013年10月在发布的第二款搭载Windows Phone 8系统的智慧型手機。

## 上市及销售

### 中国大陆
于2013年8月在中国大陆上市，定位为低端机型，首发定价为999元人民币。

## 系统
华为Ascend W2是华为旗下第二款搭载Windows Phone 8系统的手机。
在微软官方Windows Phone 8.1手机升级Windows 10 Mobile资格设备列表中，华为Ascend W2为可能无法升级以及暂时不能升级的设备（状态3）。

## 后续
Ascend W系列为华为唯一搭载Windows Phone系统的智能手机系列，该系列仅推出两款机型（华为Ascend W1、华为Ascend W2），由于考虑到Windows Phone手机不能获利，华为宣布放弃Windows Phone手机的生产计划。